# NGC 821
NGC 821 est une galaxie elliptique située dans la constellation du Bélier. NGC 821 a été découverte par l'astronome germano-britannique William Herschel en 1786.

## Caractéristiques

### Distance
Sa vitesse par rapport au fond diffus cosmologique est de 1 467 ± 19 km/s, ce qui correspond à une distance de Hubble de 21,6 ± 1,5 Mpc (∼70,5 millions d'al).
À ce jour, une quinzaine de mesures non basées sur le décalage vers le rouge (redshift) donnent une distance de 26,487 ± 6,938 Mpc (∼86,4 millions d'al), ce qui est à l'intérieur des valeurs de la distance de Hubble. Notons cependant que c'est avec la valeur moyenne des mesures indépendantes, lorsqu'elles existent, que la base de données NASA/IPAC calcule le diamètre d'une galaxie et qu'en conséquence le diamètre de NGC 821 pourrait être d'environ 20,8 kpc (∼67 800 al) si on utilisait la distance de Hubble pour le calculer.

### Matière noire
La vitesse des amas globulaires dans le halo de NGC 821 indique une fraction de son contenu en matière noire de (81 ± 6) % de sa masse à l'intérieur de cinq rayons effectifs. 

## Trou noir supermassif
Selon une étude réalisée auprès de 76 galaxies par Alister Graham, le bulbe central de NGC821 renfermerait un trou noir supermassif dont la masse est estimée à 8,5+3,5
−3,5 x 108 {\displaystyle M_{\odot }}.